# アカデミー・ドゥ・ラ・グランド・ショミエール

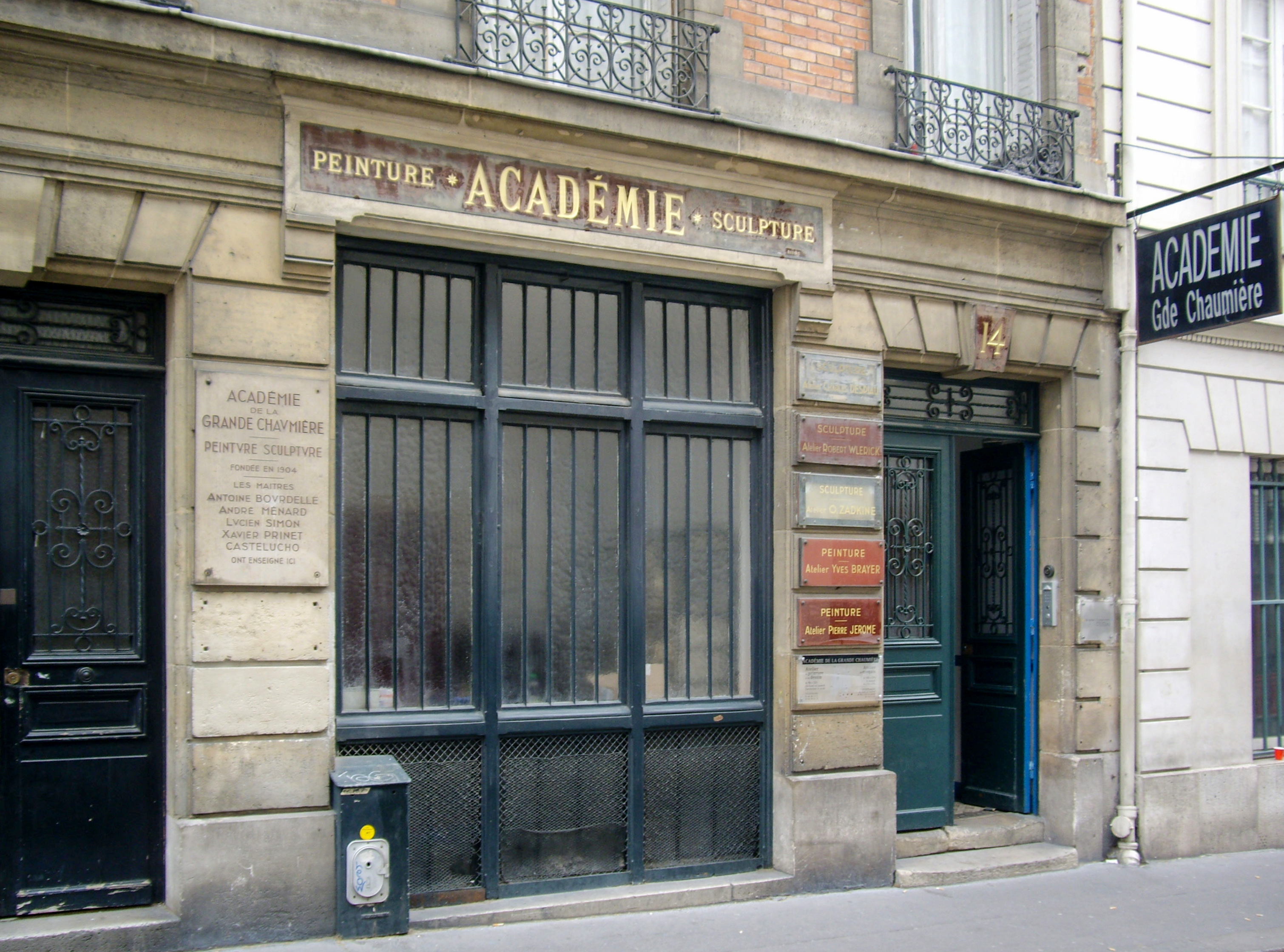
グランド・ショミエールの入り口

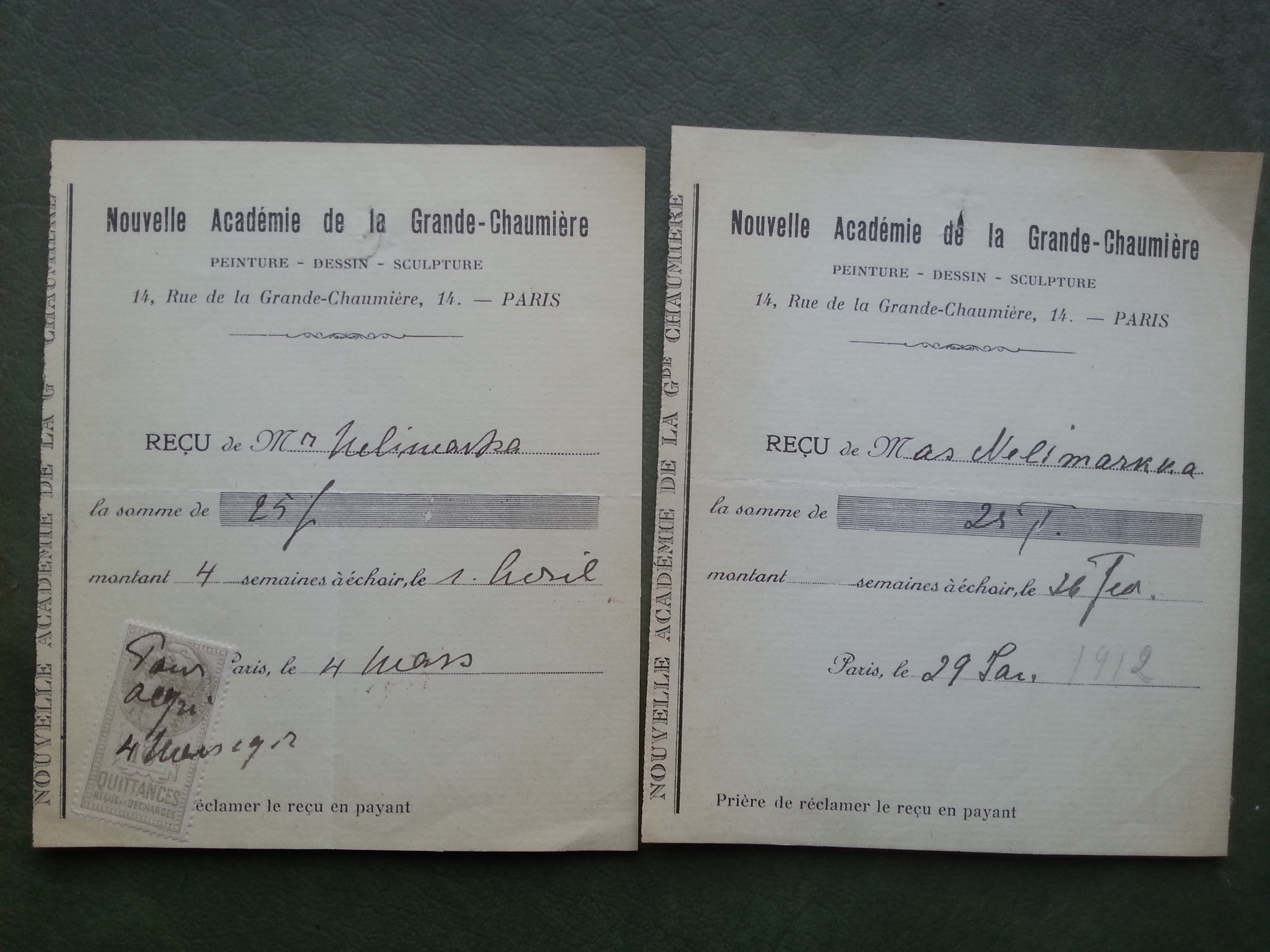
受講申込書

アカデミー・ドゥ・ラ・グランド・ショミエール（Académie de la Grande Chaumière）は、モンパルナス界隈、パリ6区にある美術学校である。1904年頃設立された。スペイン出身のクラウディオ・カステルッチョ（Claudio Castelucho:1870-1927）を創立者とすることもある。グランド・ショミエール通り（rue de la Grande Chaumière）14番地にあるのが名前の由来である。

## 概要
スイス人画家ステットラー（Martha Stettler:1870-1945）が最初の校長を務め、1909年から、ロシア（現在のラトビア）出身のダンネンベルク（Alice Dannenberg:1861–1948)とカステルッチョやフランスの画家、リュシアン・シモンが共同校長を務めた。
同じ私立の美術学校アカデミー・ジュリアンなどと比べて月謝が安く、ほとんどがモデルに払われる費用と冬の時期の暖房費用程度であったとされる。
オープンなシステムで、好きな期間だけ、たとえ数時間だけでも入学でき、モデルのスケッチを行い、教師のアドバイスを受けることも受けないことも自由であった。モデルが5分毎にポーズや場所をかえる"Croquis à cinq minutes" という授業も人気であった。

## 人物

### 教員
- ギュスターヴ＝クロード＝エティエンヌ・クルトワ (1852-1923)
- リュシアン・シモン (1861-1945)
- エミール＝ルネ・メナール (1862-1930)
- オルガ・ボズナンスカ (1865-1940)
- クラウディオ・カステルッチョ (1870-1927)
- シャルル＝フランソワ＝プロスペール・ゲラン (1875-1939)
- ピエール・アンリ・ヴァイヤン (1878-1939)
- オトン・フリエス (1879-1949)

### 出身者
- セオドア・アール・バトラー(1861-1936)
- フローレンス・ヘレナ・マギリヴリー(1864-1938)
- ポーリーン・パーマー (1867-1938)
- フェルナン・ピエ(1869-1942)
- 白瀧幾之助 (1873-1960)
- 有島生馬 (1882-1974)
- アレクサンドラ・エクステル (1882-1949)
- ジナイーダ・セレブリャコワ (1884-1967)
- ロジェ・ド・ラ・フレネー (1885-1925)
- ミロスラフ・クラリェヴィッチ(1885-1913)
- ベルト・ヌフラール  (1886-1971)
- ヴェラ・ムーヒナ (1889-1953)
- 福本和夫 (1894-1983)
- 松野一夫 (1895-1973)
- 前田寛治 (1896-1930)
- アレクサンダー・カルダー (1898-1976)
- タマラ・ド・レンピッカ (c.1898-1980)
- 高田力蔵(1900-1998)
- アルベルト・ジャコメッティ (1901-1966)
- 向井潤吉 (1901-1995)
- 小堀四郎（1902-1998)
- 岡田謙三(1902-1982))
- アルブレヒト・フォン・ウラッハ (1903-1969)
- アドルフ・ゴットリーブ (1903-1974)
- エルミア・デ・ホーリー (1906-1976)
- 井上長三郎（1906-1995)
- 山口薫（1907-1968)
- マリア・エレナ・ヴィエイラ・ダ・シルヴァ(1908-1992)
- 岡本太郎 (1911-1996)
- 近藤吾郎 (1911-1999)
- アムリタ・シェール＝ギル (1913-1941)
- 片岡誓 (1913-1997)
- メレット・オッペンハイム (1913-1985)
- トーベ・ヤンソン(1914-2001)
- 渡辺武夫 (1916-2003)
- 風間完 (1919-2003)
- 斎藤真一 (1922-1994)
- シンキチ・タジリ (1923-2009)
- ローラン・ド・ブリュノフ (1925-  )
- 毛利眞美 (1926-2022)
- 堂本尚郎 (1928-2013)
- 小倉宗衛 (1928-2021)
- 瀬本容子 (1930-)
- 井上公三 (1937-)
- 吉岡正人 (1953- )